# 貝里根山
貝里根山是南極洲的山峰，位於恩德比地，處於巴德峰以東1.9公里，該山峰在1957年由澳大利亞的探險隊發現，以柴油技工命名，現時由南極條約體系管理。
66°40′S 52°43′E / 66.667°S 52.717°E